# Sorbus dumosa
Sorbus dumosa är en rosväxtart som beskrevs av Edward Lee Greene. Sorbus dumosa ingår i släktet oxlar, och familjen rosväxter. Inga underarter finns listade i Catalogue of Life.